# آلن ویتل
آلن ویتل (انگلیسی: Alan Whittle؛ زادهٔ ۱۰ مارس ۱۹۵۰) بازیکن سابق فوتبال اهل انگلستان است.

## عملکرد باشگاهی

### سال‌های آغازین
او محصول آکادمی جوانان اورتون بوده‌است. او در سال ۱۹۶۷ و در سن ۱۷ سالگی به تیم بزرگسالان اورتون پیوست و پنج سال در این تیم حضور داشت و به همراه این تیم به قهرمانی در لیگ برتر انگلستان در فصل ۷۰–۱۹۶۹ و جام خیریه انگلستان در سال ۱۹۷۰ نیز دست یافت. او در جام خیریه انگلستان ۱۹۷۰ در بازی مقابل چلسی موفق به گلزنی شد و در برد ۲–۱ مقابل این تیم و قهرمانی در این جام نقش مهمی ایفا کرد.

### کریستال پالاس
ویتل پس از درخشش در تیم اورتون در سال ۱۹۷۲ به عضویت باشگاه کریستال پالاس درآمد و تا سال ۱۹۷۶ به مدت چهارسال در این تیم حضور داشت. او در این تیم به سرعت به یکی از محبوب‌ترین بازیکنان نیز تبدیل شد. ۱۶ دسامبر ۱۹۷۲ یکی از بهترین روزهای ویتل محسوب می‌شود. او جزو بازیکنان کریستال پالاس بود و در بازی مقابل منچستر یونایتد و با سرمربی‌گری فرانک اوفارل مربی سرشناس، این تیم را با نتیجهٔ قاطع ۵–۰ شکست دادند. ویتل در این دیدار ستارهٔ میدان بود و یک گل استثنایی زد و سازندهٔ گل سوم نیز بود. او در فصل ۷۵–۱۹۷۴ با به ثمر رساندن ۱۶ گل، بهترین گلزن فصل تیم کریستال پالاس شد.
وی پس از کريستال پالاس، حضور در تیم‌هایی چون شفیلد یونایتد و لیتون اورینت را بین سال‌های ۱۹۷۶ تا ۱۹۷۷ تجربه کرد.

### پرسپولیس
او در سال ۱۹۷۷ (در مرداد ۱۳۵۶) و در سن ۲۷ سالگی به باشگاه ایرانی پرسپولیس تهران پیوست. ویتل اولین بازی خود برای پرسپولیس را در تاریخ ۲۱ مرداد ۱۳۵۶ در جام حذفی مقابل تیم همای تهران به انجام رساند. وی اولین بازی خود در لیگ را در تاریخ ۲۸ مرداد ۱۳۵۶ در هفتهٔ چهاردهم جام تخت جمشید ۱۳۵۶ در ورزشگاه امجدیه و در مقابل باشگاه راه‌آهن به انجام داد که تنها هفت دقیقه کافی بود تا او برای تیم خود گلزنی کند تا موجب پیروزی ارزشمند ۱–۰ باشگاه پرسپولیس مقابل راه‌آهن نیز شود. وی در بین هواداران تیم پرسپولیس به محبوبیت رسیده بود. او به همراه این تیم به مقام نایب‌قهرمانی جام تخت جمشید ۱۳۵۶ دست یافت. پس از انقلاب ۱۳۵۷ ایران و نیمه‌تمام رها شدن جام تخت جمشید ۱۳۵۷، ویتل چاره‌ای جز ترک ایران نداشت.

#### اولین بازیکن خارجی شهرآورد تهران
ویتل در تاریخ ۱۸ آذر ۱۳۵۶ در شهرآورد بیست و یکم تهران برای باشگاه پرسپولیس به میدان رفت و تبدیل به نخستین بازیکن خارجی در تاریخ شهرآورد تهران شد. این بازی با نتیجهٔ ۲–۱ به سود تیم پرسپولیس خاتمه یافت.

### ادامه فوتبال و خداحافظی
او به انگلستان بازگشت و به صورت مجدد در باشگاه لیتون اورینت حضور پیدا کرد. پس از آن حضور در باشگاه‌هایی چون بورنموث و پرستون لاینز استرالیا، در نهایت فوتبال خود را به عنوان بازیکن به پایان رساند.

## عملکرد ملی

### زیر ۲۳ سال انگلستان
ویتل در تیم ملی زیر ۲۳ سال انگلستان حضور داشته‌است و در تاریخ ۲ دسامبر ۱۹۷۰ در یک بازی دوستانه با تیم ملی زیر ۲۳ سال ولز به میدان رفته‌است. این دیدار با نتیجهٔ ۰–۰ مساوی به پایان رسید.

### انگلستان
در سال ۱۹۷۲ آلن ویتل در سن ۲۲ سالگی توسط آلف رمزی مربی وقت تیم ملی انگلستان به این تیم دعوت شد اما ویتل هیچ‌گاه موفق به انجام بازی ملی نشد.

## افتخارات

### باشگاهی

#### اورتون
- لیگ برتر انگلستان (۱): ۷۰–۱۹۶۹
- جام خیریه انگلستان (۱): ۱۹۷۰

#### لیتون اورینت
- نایب‌قهرمان آنگلو-اسکاتیش کاپ (۱): ۷۷–۱۹۷۶

#### پرسپولیس
نایب‌قهرمان جام تخت جمشید (۱): ۱۳۵۶

### فردی
- بهترین گلزن کریستال پالاس در فصل ۷۵–۱۳۷۴ (۱۶ گل)
- بهترین گلزن خارجی پرسپولیس (۱۶ گل) تا سال ١۴٠٣ [۲]